# Australian Orchid Research
Australian Orchid Research (abreviado Austral. Orchid Res.) es una revista con ilustraciones y descripciones botánicas que es editada por Australian Orchid Foundation en Australia desde el año 1989.